# Basílica de Saint-Remi
La basílica de Saint-Remi (en español, basílica de San Remigio) es una abadía situada en la ciudad francesa de Reims. Fue fundada en el siglo VI y desde 553 ha conservado las reliquias de san Remigio de Reims, el obispo de Reims que convirtió a Clodoveo I, primer rey de los francos. La actual basílica era una iglesia abacial; fue consagrada por el papa León IX en 1049. Lo más antiguo es la nave y los transeptos del siglo XI, en estilo románico; lo más reciente es la fachada del transepto meridional.
La basílica de San Remigio fue declarada Patrimonio de la Humanidad por la Unesco en 1991, junto con la catedral de Reims y el palacio de Tau.

## Historia

### Orígenes medievales
Los oscuros orígenes de la gran abadía de Reims se encuentran en una pequeña capilla del siglo VI dedicada a san Cristóbal, y su éxito se fundó en la adquisición de las reliquias de san Remigio en 687: con posterioridad las donaciones de los creyentes abundaron. Al llegar al siglo IX la abadía poseía cerca de setecientos dominios y quizá era la más ricamente dotada de Francia. Parece probable que los primeros guardianes de las reliquias fueran sacerdotes seculares, pero les sucedieron los benedictinos. Desde 780 a 945 los arzobispos de Reims sirvieron como sus abades. En esta abadía recibió Carlomagno al papa León III.
En 1007 el abad Aviardo emprendió la tarea de reconstruir la iglesia de San Remigio y durante veinte años el trabajo fue desarrollándose ininterrumpidamente, antes de que la bóveda se derrumbara, sin duda por insuficiencia de contrafuertes. El abad Teodorico erigió la magnífica basílica que se conserva, consagrada en 1049 por el papa León IX y a la que se concedieron numerosos privilegios. La biblioteca de la abadía y sus escuelas tuvieron tan alta reputación que el papa Alejandro III escribió una carta de recomendación al abad Pedro, que sobrevive.
En el monasterio fueron enterrados los arzobispos de Reims y varios príncipes, Carlomán I, hermano de Carlomagno, Enrique de Orleáns († alrededor de 1653), y los reyes Luis IV de Francia y Lotario.
Entre los ilustres abades posteriores, todos seleccionados entre la alta nobleza, pueden mencionarse: Enrique de Lorena (1622-1641), quien adscribió la abadía a la Congregación de San Mauro; Jean-Nicolas Colbert (1665), más tarde arzobispo de Ruan; Charles Maurice Le Tellier (1680-1710); y Joseph de Rochechouart, nombrado abad por el rey en 1745.

### Edad Contemporánea
Durante la Revolución francesa de 1789 sufrió daños. El siglo XIX vio la reconstrucción de la torre norte y de lo alto de la fachada, a partir del rosetón, las bóvedas de la nave fueron reemplazadas por falsas bóvedas en madera, así como la elevación de un nuevo mausoleo. Con ocasión del 14.º centenario del bautismo de Clodoveo, en 1896, se realizó la caja en bronce dorado cerrado en el mausoleo. Se rehicieron «la corona de luz», símbolo de la Jerusalén celeste y por lo tanto las 96 bujías que evocan la duración de la vida de san Remigio.
El 1 de agosto de 1918 se lanzaron obuses alemanes sobre la basílica, el techo se incendió y se fundió, las falsas bóvedas en madera y yeso quedaron aplastadas a todo lo largo de la nave y una parte del crucero. Las paredes quedaron perforadas, el suelo cubierto de ruinas y sólo quedaban las transmisiones del órgano Brisset. Fue en 2000 cuando la basílica se vio dotada de nuevo de un gran órgano del fabricante de órganos Bertrand Cattiaux. Los daños se vieron empeorados por las inclemencias del invierno, que desmoronaron los lados meridionales, en abril de 1919, mientras que la lluvia y la tormenta abatieron el frontón septentrional del crucero en 1920.
El papa Juan Pablo II efectuó un viaje a Reims en 1996, para conmemorar el 1.500.º aniversario del bautismo de Clodoveo, primer rey de los francos, por san Remigio.
La basílica celebró en 2007 su milenario.

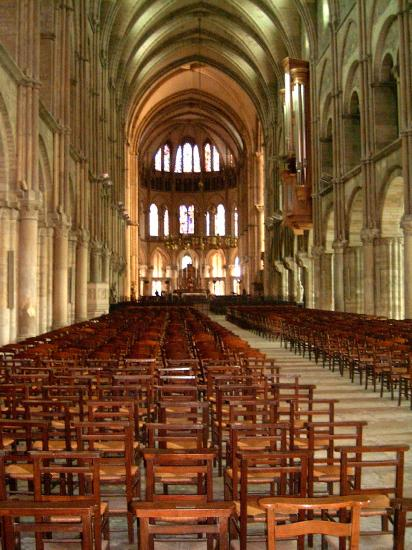
Basílica de Saint-Remi: la nave.

## Descripción
El edificio es de planta basilical. La nave y los transeptos, de estilo románico, son lo más antiguo, en tanto que la fachada del transepto suroriental es la parte más reciente. El coro y el ábside se remontan a los siglos XII y XIII.
Los monumentos de valor que se encontraban en la iglesia en el pasado fueron objeto de pillaje durante la Revolución francesa (1789-1799), y la misma tumba del santo es una reciente reconstrucción. Quedan no obstante las vidrieras del siglo XI en el ábside, así como los tapices representando la historia de san Remigio, donadas por Robert de Lénoncourt. La basílica de Saint-Remi así como la abadía benedictina contigua del siglo XVIII (Museo Saint-Remi, colecciones galoromanas, en particular) están clasificadas dentro del Patrimonio Mundial por la Unesco.